# Rianápolis
Rianápolis là một đô thị thuộc bang Goiás, Brasil. Đô thị này có diện tích 159,345 km², dân số năm 2007 là 4500 người, mật độ 27,7 người/km².